# Cantone di Neuvic (Corrèze)
Il Cantone di Neuvic era una divisione amministrativa dell'arrondissement di Ussel.
A seguito della riforma approvata con decreto del 24 febbraio 2014, che ha avuto attuazione dopo le elezioni dipartimentali del 2015, è stato soppresso.

## Composizione
Comprende i comuni di:
- Chirac-Bellevue
- Lamazière-Basse
- Liginiac
- Neuvic
- Palisse
- Roche-le-Peyroux
- Saint-Étienne-la-Geneste
- Saint-Hilaire-Luc
- Sainte-Marie-Lapanouze
- Sérandon